# Пак Док Гю
Пак Док Гю (кор. 박덕규; род. 29 октября 1972) — корейский боксёр, представитель легчайшей, наилегчайшей и полулёгкой весовых категорий. Выступал за сборную Южной Кореи по боксу в конце 1980-х — начале 1990-х годов, серебряный призёр чемпионата мира, чемпион Азии, участник летних Олимпийских игр в Барселоне. В 1995 году также провёл один бой на профессиональном уровне.

## Биография
Пак Док Гю родился 29 октября 1972 года.

### Любительская карьера
Первого серьёзного успеха на взрослом международном уровне добился в сезоне 1989 года, когда вошёл в основной состав южнокорейской национальной сборной и побывал на Кубке Канады в Оттаве, откуда привёз награду бронзового достоинства, выигранную в зачёте наилегчайшей весовой категории.
В 1990 году выступил на Кубке мира в Бомбее, где на стадии четвертьфиналов легчайшего веса был остановлен ирландцем Уэйном Маккаллохом.
На чемпионате мира 1991 года в Сиднее боксировал уже в полулёгком весе, сумел выиграть здесь у нескольких достаточно сильных боксёров, в том числе в полуфинале взял верх над титулованным кубинцем Арнальдо Месой, однако в решающем финальном поединке с близким счётом уступил болгарину Киркору Киркорову и получил серебряную медаль.
В 1992 году одержал победу на чемпионате Азии в Бангкоке и благодаря череде удачных выступлений удостоился права защищать честь страны на летних Олимпийских играх в Барселоне — в категории до 57 кг благополучно прошёл первого соперника по турнирной сетке, тогда как во втором четвертьфинальном бою со счётом 7:17 потерпел поражение от немца Андреаса Тевса.
После барселонской Олимпиады Пак ещё в течение некоторого времени оставался в составе боксёрской команды Южной Кореи и продолжал принимать участие в крупнейших международных соревнованиях. Так, в 1993 году он выступил на мировом первенстве в Тампере, но попасть здесь в число призёров не смог — проиграл уже в первом поединке на стадии 1/16 финала.

### Профессиональная карьера
В феврале 1995 года провёл один бой на профессиональном уровне — на вечере бокса в Найроби встретился с местным боксёром Мусой Нджуе (3-3). Противостояние между ними продлилось всё отведённое время, в итоге судьи зафиксировали ничью.